# Excesso de GeV do Centro Galáctico

Radiação de raios gama (maior que 1 Gev) detectada em todo o céu; áreas mais brilhantes são mais radiação (estudo de cinco anos por Fermi : 2009-2013)

O excesso de GeV do Centro Galáctico (GCE) é um excedente inesperado de radiação de raios gama no centro da galáxia da Via Láctea, inexplicável por observação direta. Até o momento, esta radiação de raios gama excessiva (e difusa) não é bem compreendida pelos astrônomos. No entanto, estudos recentes vem sugerindo que autoaniquilação da matéria escura pode ser um contribuinte dominante para o GCE, com base na análise usando métodos estatísticos de ajuste de modelo não Poissoniano (NPTF) e métodos de wavelet. Mais recentemente, em agosto de 2020, outros astrônomos relataram que a autoaniquilação da matéria escura pode não ser a explicação para o GCE. Outras hipóteses incluem a existência de pulsares de milissegundos ainda não detectados, jovens pulsares, eventos de explosão, estrelas no bojo galáctico ou o próprio buraco negro supermassivo no centro da Via Láctea.
Dois por cento da radiação gama em um raio de 30° ao redor do centro galáctico é atribuído ao GCE. Enquanto alguns argumentam que pode ser radiação da matéria escura (que não é conhecida por irradiar) ou outra explicação exótica, alguns ainda acreditam que objetos convencionais, como pulsares, poderiam explicar o GCE.